# Ruwenzorisorex suncoides
Ruwenzorisorex suncoides es una especie de musaraña de la familia soricidae. Es semiacuática y vive en las nebliselvas tropicales. Es el único miembro del género monotípico Ruwenzorisorex.

## Distribución geográfica
Se encuentra en Burundi, República Democrática del Congo, Ruanda y Uganda.

## Hábitat
Su hábitat natural son: vive a lo largo de los arroyos en las zonas tropicales, bosques.